# 佐々木啓祐
佐々木 啓祐（ささき けいすけ、1901年4月29日 - 1967年3月30日）は、日本の映画監督。

## 人物
東京市出身。宮城商業学校水産科卒業。小山内薫の新劇運動に加わり、1920年の創立とともに松竹キネマに入社。27年「深窓の美女」で監督になる。女性映画・母ものを手がけたが、佐野周二主演の滝廉太郎の伝記映画「荒城の月」（1937年）などもある。

## 監督
- 1935年　もの言はぬ姉
- 1935年　海の兄弟
- 1935年　爆弾花嫁
- 1936年　最後の幸福
- 1936年　母の面影
- 1936年　お芙美の評判
- 1936年　密漁の夜
- 1937年　荒城の月
- 1937年　出船の歌
- 1937年　衣裳花嫁（林房雄原作）
- 1938年　銀色の道（小島政二郎原作）
- 1938年　新しき翅（片岡鉄兵原作）
- 1938年　半処女（小島政次郎原作）
- 1938年　純情夫人
- 1938年　西海岸の娘達
- 1938年　結婚の宿題
- 1939年　向日葵娘（宇野千代原作）
- 1939年　春雷　前篇　愛路篇（加藤武雄原作）
- 1939年　春雷　後篇　審判篇
- 1939年　日本の妻　前篇　流転篇
- 1939年　日本の妻　後篇　苦闘篇
- 1939年　女人新生
- 1939年　母は強し
- 1940年　花の雷雨
- 1940年　都会の奔流
- 1940年　くろがねの力
- 1941年　男への条件
- 1941年　争ひなき真実
- 1941年　踊る黒潮
- 1942年　高原の月
- 1942年　愛国の花
- 1943年　秘話ノルマントン号事件　仮面の舞踏
- 1944年　女性航路
- 1946年　女生徒と教師（菊池寛原案）
- 1946年　鍵を握る女
- 1946年　許された一夜
- 1947年　二連銃の鬼
- 1947年　シミ金の拳闘王（出演：清水金太郎）
- 1948年　シミ金の探偵王
- 1948年　鐘の鳴る丘　第一篇隆太の巻（菊田一夫原作）
- 1949年　鐘の鳴る丘　第二篇修吉の巻
- 1949年　鐘の鳴る丘 第三篇クロの巻（英語版）
- 1949年　海の野獣（梶野悳三原作）
- 1950年　母（鶴見祐輔原作）
- 1950年　七つの宝石（モーリス・ルブラン原作）
- 1950年　三つの結婚（菊池寛原作）
- 1951年　母待草（竹田敏彦原作）
- 1951年　母化粧（竹田敏彦原作）
- 1952年　母の願い（小糸のぶ原作）
- 1952年　愛情の決闘
- 1952年　母は叫び泣く
- 1952年　わが母に罪ありや（橋田寿賀子脚本）
- 1953年　乙女の診察室（松平京子原作）
- 1953年　雪間草（今日出海原作）
- 1953年　朝霧（富田常雄原作）
- 1954年　螢草（久米正雄原作）
- 1955年　母性日記
- 1956年　お母さんの黒板